# بنبنووو
بنبنووو (به لهستانی:  Bębnowo) یک روستا در لهستان است که در گمینا رازانوو (شهرستان مواوا) واقع شده‌است. بنبنووو ۱۴۰ نفر جمعیت دارد.
Bębnowo یک دهکده در ناحیه اداری Gmina Radzanów، در شهرستان Mława، Voivodeship مازووی، در شرق مرکزی لهستان است. تقریباً در 3 کیلومتری (2 مایلی) جنوب رادزانوف، 29 کیلومتری (18 مایلی) جنوب غربی Mława و 99 کیلومتری (62 مایلی) شمال غربی ورشو قرار دارد.